# Dawn of Dreams
Dawn of Dreams – debiutancki album studyjny szwedzkiego zespołu metalowego Pan.Thy.Monium, wydany w 1992 roku nakładem wytwórni fonograficznej Osmose Productions.

## Lista utworów
Opracowano na podstawie materiału źródłowego.
| Nr | Tytuł utworu | Długość |
| -- | ------------ | ------- |
| 1. | „Untitled 1” | 21:49   |
| 2. | „Untitled 2” | 5:51    |
| 3. | „Untitled 3” | 4:03    |
| 4. | „Untitled 4” | 3:06    |
| 5. | „Untitled 5” | 2:42    |
| 6. | „Untitled 6” | 4:26    |
| 7. | „Untitled 7” | 3:00    |
|    |              | 44:57   |

## Twórcy
Opracowano na podstawie materiału źródłowego.
Muzycy:
- Dan Swanö (Day DiSyraah) - gitara basowa, instrumenty klawiszowe, efekty dźwiękowe
- Dag Swanö (Äag) – gitara prowadząca, saksofon barytonowy, instrumenty klawiszowe
- Robert Ivarsson (Mourning) – gitara rytmiczna
- Robert Karlsson (Derelict) – śpiew
- Benny Larsson (Winter) – perkusja, instrumenty perkusyjne, skrzypce